# Nataša Kandić

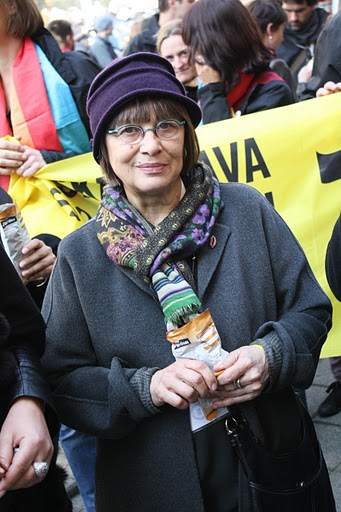
Nataša Kandić

Nataša Kandić (serbisch-kyrillisch Наташа Кандић; * 1946 in Kragujevac, Jugoslawien) ist eine serbische Menschenrechtsaktivistin. Sie ist Direktorin ihres selbst begründeten und aus dem Ausland finanzierten Fonds für humanitäres Recht.

## Tätigkeit
Kandić gründete 1992 in Belgrad den Fonds für humanitäres Recht, eine nichtstaatliche Organisation für die Aufklärung und Erforschung von Kriegsverbrechen während des Jugoslawien-Krieges in den 1990er-Jahren. Wegen ihrer Tätigkeit war sie während der Zeit des Milošević-Regimes unpopulär, aber auch nach dessen Sturz während der Regierungszeit des demokratisch gewählten Vojislav Koštunica, da sie für viele als „Nestbeschmutzerin“ gilt. Am 17. Februar 2008 nahm sie an der Verabschiedung der Unabhängigkeitserklärung des Kosovo im kosovarischen Parlament teil. Dafür wurde sie von serbischen Nationalisten und Medien heftig kritisiert und teilweise beleidigt.

## Ehrungen
Im Jahr 1993 wurde Kandić von Human Rights Watch ausgezeichnet. Das Time Magazine kürte sie im Jahr 2003 zu einem von „36 Europäischen Pop-Helden“, zu denen auch Jamie Oliver und David Beckham zählten. Sie erhielt den Homo-Homini-Preis 2003 für ihren Einsatz für die Menschenrechte. Im Jahr 2005 forderte sie die Bestrafung der Verantwortlichen für das Massaker von Srebrenica und wurde zur Ehrenbürgerin von Sarajevo ernannt. 2006 wurde sie von Stipe Mesić für „Verdienste für die Verbreitung moralischer gesellschaftlicher Werte durch zahlreiche humanitäre Aktivitäten“ mit dem Katarina-Zrinski-Orden ausgezeichnet. Im Jahr 2009 erhielt sie zusammen mit Mirsad Tokaca und Vesna Terselic den Schwarzkopf-Europa-Preis der Schwarzkopf-Stiftung Junges Europa.

## Verurteilung
Am 5. Februar 2009 wurde sie wegen Ehrbeleidigung und Verleumdung zu einer Geldstrafe von 200.000 Dinar (etwa 2300 Euro) verurteilt. Das Belgrader Gericht stellte fest, dass ihre in einem Fernsehinterview 2006 getätigten Anschuldigungen zu einem im Bürgerkrieg des zerfallenden Jugoslawiens mutmaßlich begangenen Verbrechens gegen die örtliche Zivilbevölkerung im Jahre 1991 im slawonischen Dorf Antin mit Beteiligung des im Wahljahr 2006 stellvertretenden Fraktionsvorsitzenden der SRS Tomislav Nikolić verleumderisch waren und nicht der Wahrheit entsprechen konnten. Tomislav Nikolić, der wegen der Ehrbeleidigung 1.000.000 Dinar (etwa 11.100 Euro) Schadenersatz verlangt, wurde vom Gericht auf die Möglichkeit aufmerksam gemacht, diesen Schadensanspruch in einem weiteren Verfahren einzuklagen.